# Sikovaara
Sikovaara är en kulle i Finland. Den ligger i Kittilä kommun i landskapet Lappland, i den norra delen av landet, 800 km norr om huvudstaden Helsingfors. Toppen på Sikovaara är 300 meter över havet, eller 91 meter över den omgivande terrängen. Bredden vid basen är 10,9 km.
Terrängen runt Sikovaara är platt åt sydväst, men åt nordost är den kuperad. Trakten runt Sikovaara är nära nog obefolkad, med mindre än två invånare per kvadratkilometer.